# Патраніно
Патра́ніно (рос. Патранино) — присілок у складі Цілинного округу Курганської області, Росія.
Населення — 167 осіб (2010, 232 у 2002).
Національний склад станом на 2002 рік:
- росіяни — 81 %